# Aridarum montanum
Aridarum montanum är en kallaväxtart som beskrevs av Henry Nicholas Ridley. Aridarum montanum ingår i släktet Aridarum och familjen kallaväxter. Inga underarter finns listade.